# Amphiura gymnopora
Amphiura gymnopora is een slangster uit de familie Amphiuridae. De wetenschappelijke naam van de soort werd in 1899 gepubliceerd door Christian Frederik Lütken & Theodor Mortensen.